# Ренвиль (Арденны)
Ренви́ль (фр. Renneville) — коммуна во Франции, находится в регионе Шампань — Арденны. Департамент — Арденны. Входит в состав кантона Шомон-Порсьен. Округ коммуны — Ретель.
Код INSEE коммуны — 08360.
Коммуна расположена приблизительно в 160 км к северо-востоку от Парижа, в 80 км севернее Шалон-ан-Шампани, в 45 км к западу от Шарлевиль-Мезьера.

## Население
Население коммуны на 2008 год составляло 206 человек.
| 1962 | 1968 | 1975 | 1982 | 1990 | 1999 | 2008 |
| ---- | ---- | ---- | ---- | ---- | ---- | ---- |
| 308  | 325  | 294  | 248  | 206  | 235  | 206  |

## Администрация
| Период | Период | Фамилия    | Партия | Должность |
| ------ | ------ | ---------- | ------ | --------- |
| 2001   | 2008   | Жак Боннер |        |           |
| 2008   |        | Ив Бреди   |        |           |

## Экономика
В 2007 году среди 126 человек в трудоспособном возрасте (15—64 лет) 87 были экономически активными, 39 — неактивными (показатель активности — 69,0 %, в 1999 году было 61,5 %). Из 87 активных работали 79 человек (50 мужчин и 29 женщин), безработных было 8 (2 мужчин и 6 женщин). Среди 39 неактивных 7 человек были учениками или студентами, 10 — пенсионерами, 22 были неактивными по другим причинам.

## Фотогалерея

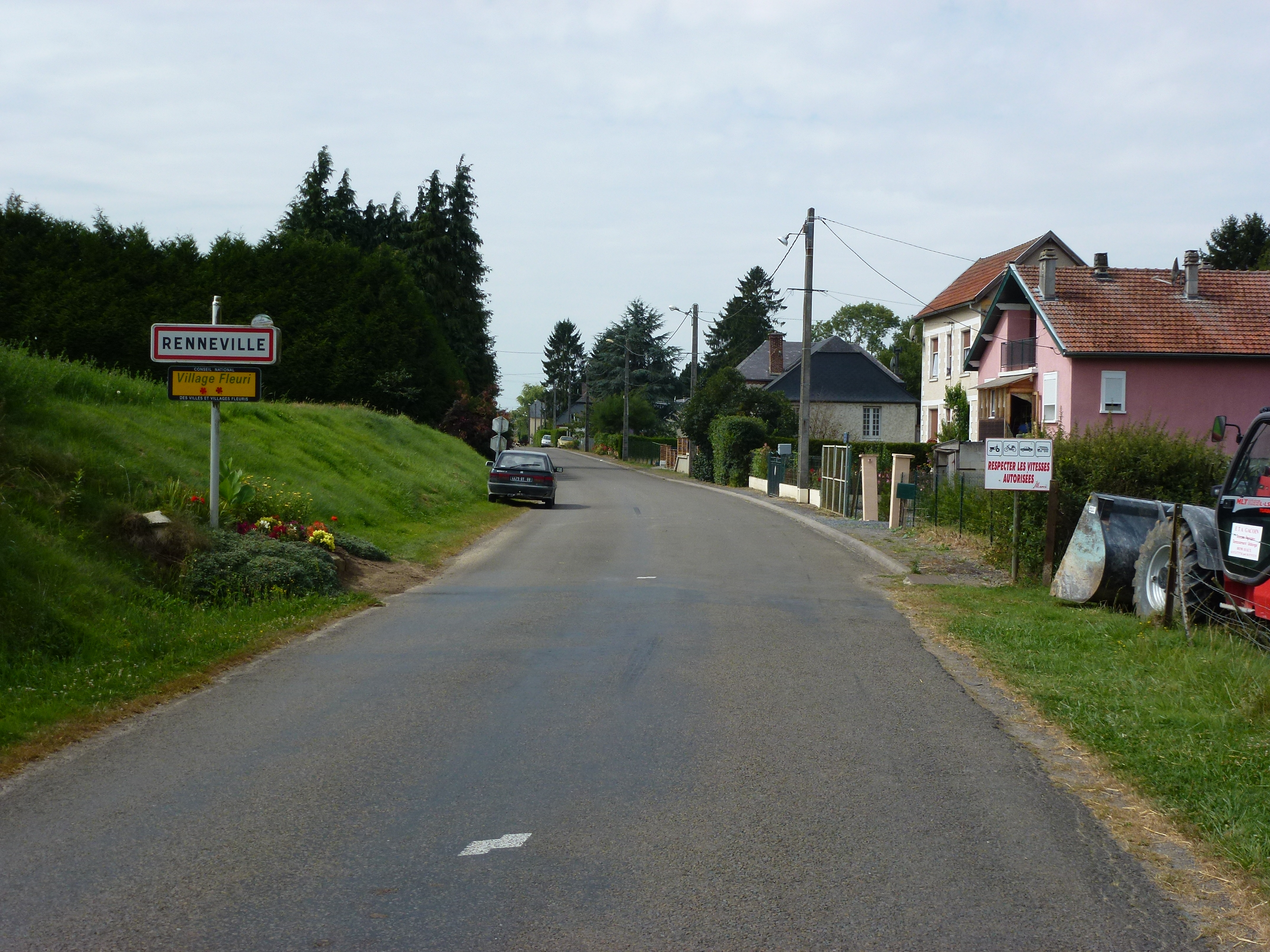
Въезд в Ренвиль
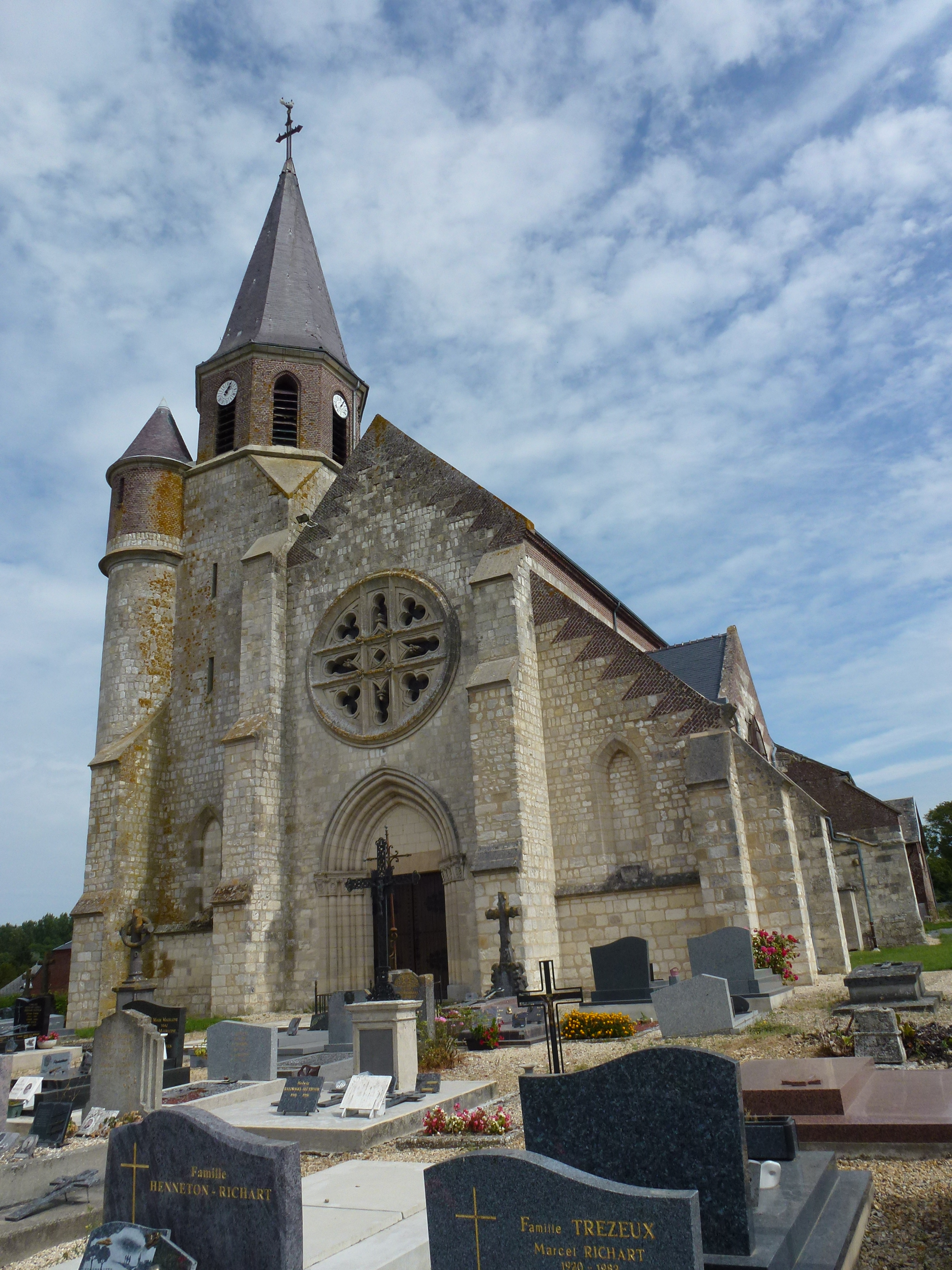
Церковь Св. Николая
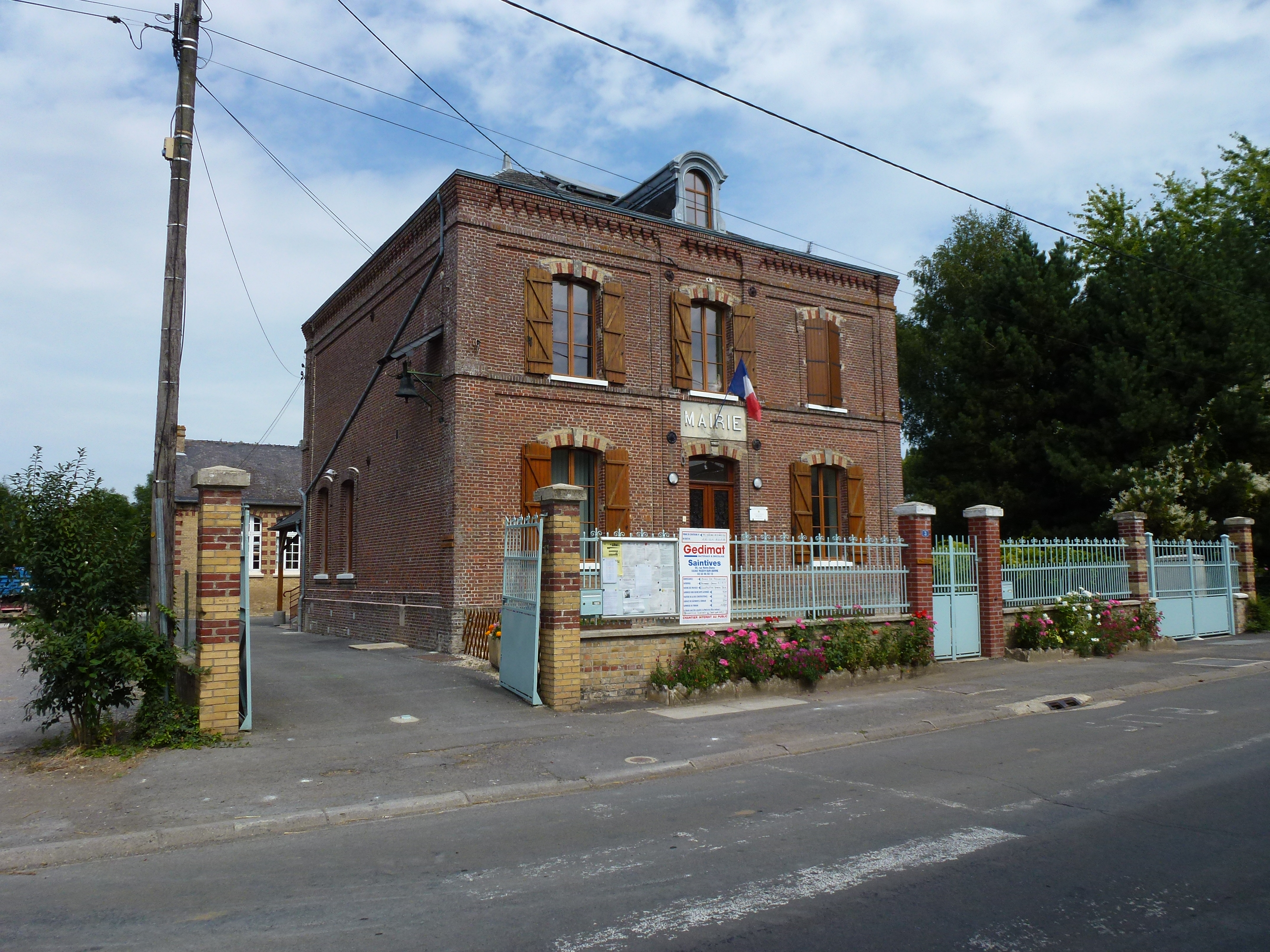
Мэрия
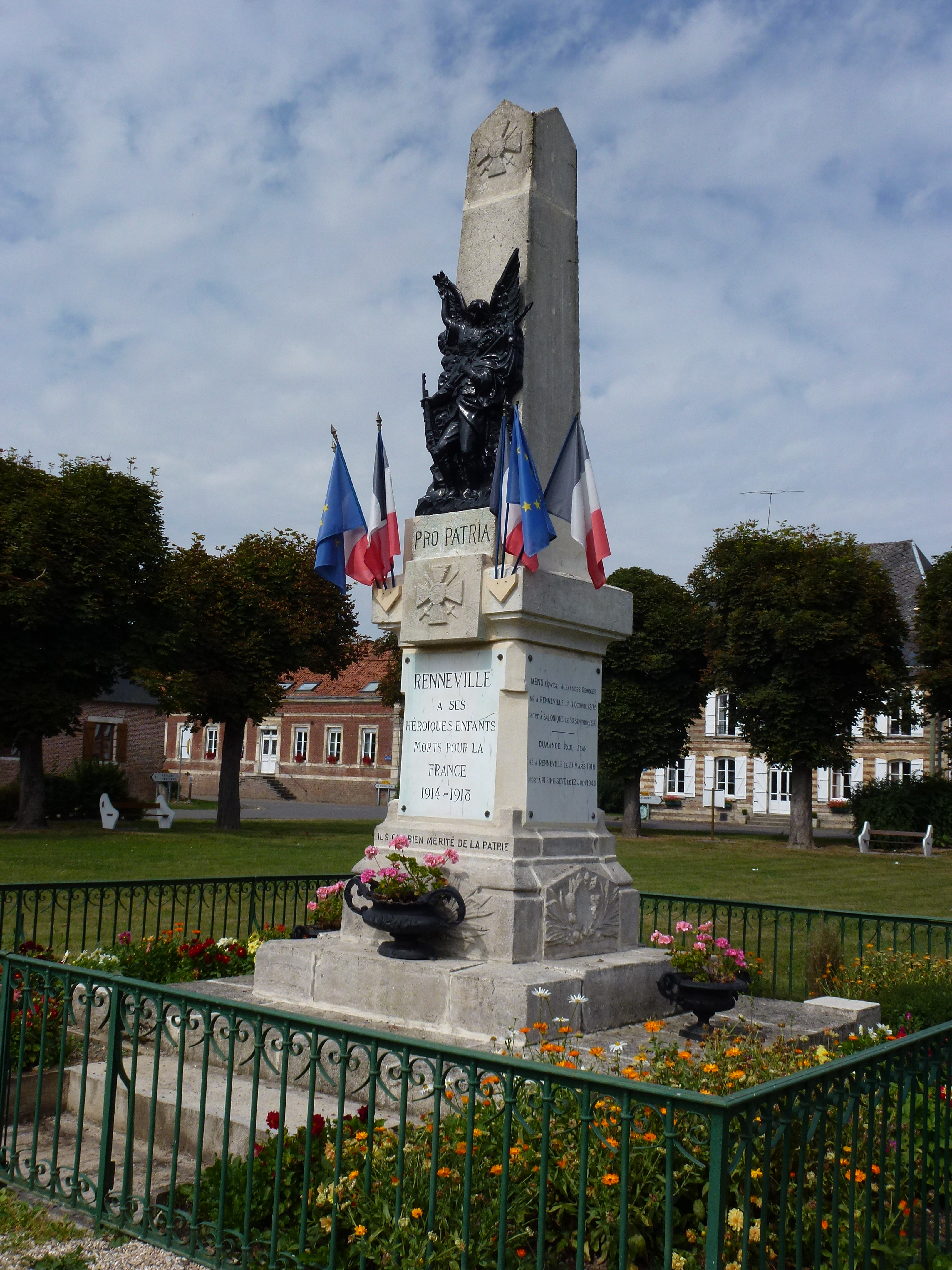
Памятник погибшим в Первой мировой войне